# 三菱Colt 600
三菱Colt 600（日语：三菱・コルト600）乃日本新三菱重工業（三菱汽車前身）從1962年至1965年之間製造發售的五人座次緊湊型車。

## 概要
1960年代初期日本國民所得收入增加，而且急速建造包含高速公路在內的道路網，加上通商產業省提出「國民車構想」，於是新三菱重工業先是在1960年推出三菱500。但因馬力不足，遲遲難以打開銷售量，所以才推出馬力更大的車款Colt 600，結果這款車總共賣出了13,289輛。關於車名的由來，「colt」在英語中意指4歲以下的小馬。

## 歷史
1962年 - 7月Colt 600正式發售，採用和前代車款三菱500 Super Deluxe同樣後置後驅的佈局方式，動力來源也同為594c.c.直列二缸OHV氣冷式NE35B型引擎，可輸出25ps／4,800rpm的最大馬力，極速可達100km/h。三速手排的排檔桿從車室地板移至方向機柱旁，檔位位置也從「工」字形改成一般的「H」字形。同年舉辦的第9屆東京車展曾經展出其敞篷車版本，這是該公司第一輛參展車款，而且不對外公開發售。不過在2005年的第75屆日内瓦汽車展上，為了推廣三菱Colt，該公司復刻製造了一輛Colt 600的敞篷版本。
1965年 - 隨著三菱Colt 800新車發表，Colt 600正式停產。

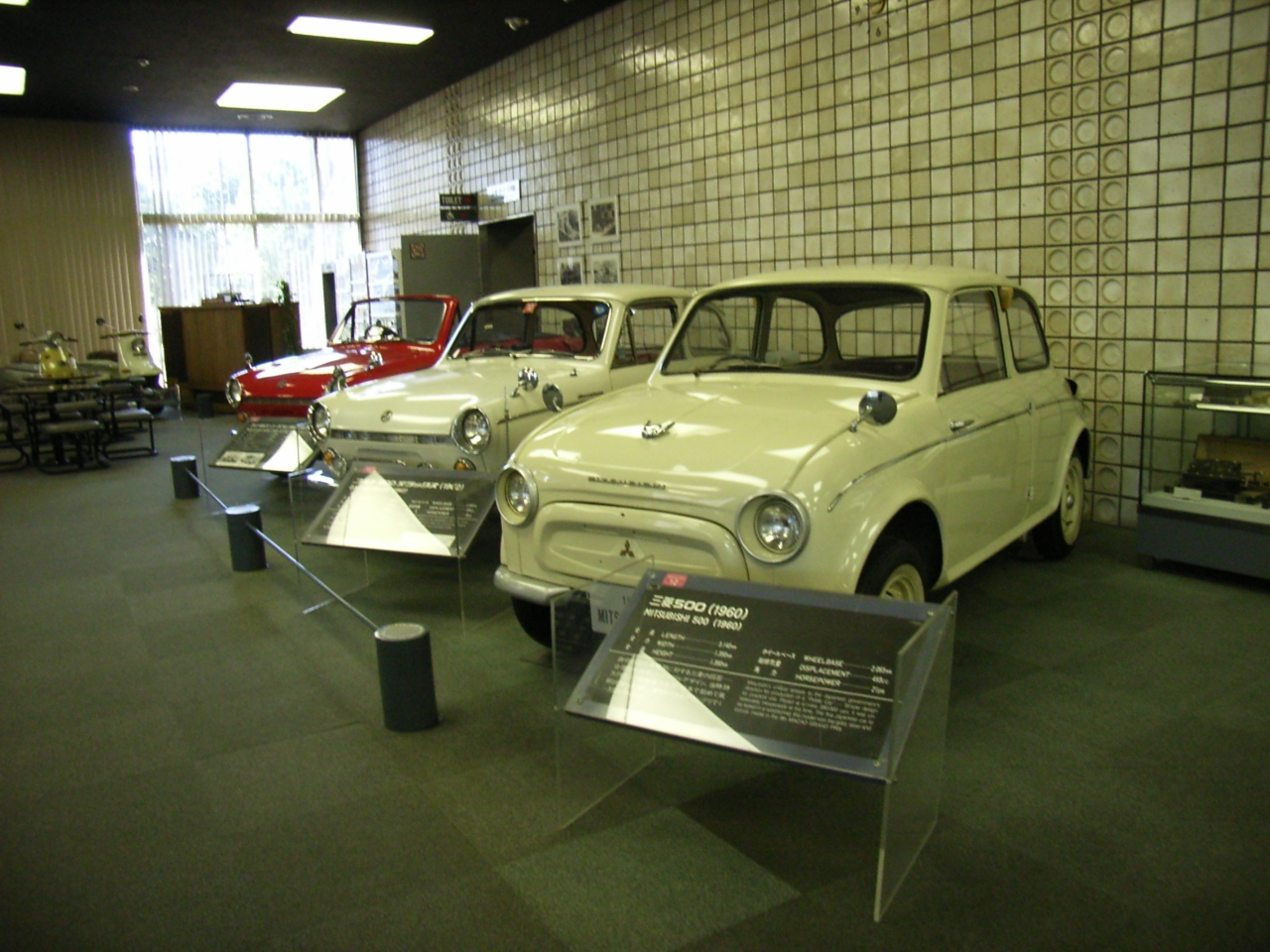
中央為Colt 600

## 內部連結
- 三菱500
- 三菱Colt 1000

## 外部連結
- （日語）名車文化研究所：三菱コルト600 （页面存档备份，存于）